# Winifred Mary Curtis
Winifred Mary Curtis AM (* 15. Juni 1905 in London; † 14. Oktober 2005 in Hobart) war eine englisch-australische Botanikerin. Ihr botanisches Autorenkürzel lautet „W.M.Curtis“. Der Schwerpunkt ihrer Arbeit lag auf der Flora Tasmaniens. Sie hat zahlreiche Pflanzen erstbeschrieben, als bekannteste die oft fälschlich als "älteste lebende Pflanze der Welt" bezeichnete Lomatia tasmanica.
Von 1920 bis 1922 lebte sie mit ihrer Familie in Indien. 1924 nahm sie ihr Studium der Naturwissenschaften am University College London auf und schloss es 1927 mit dem Bachelor of Science ab. Anfang der 1930er arbeitete sie als Lehrerin für Biologie, bevor sie 1939 mit ihren Eltern nach Hobart in Tasmanien auswanderte. Sie begann dort an der University of Tasmania zu arbeiten, anfangs nur als Teilzeitkraft, weshalb sie nebenbei weiterhin als Biologie-Lehrerin arbeitete. In dieser Zeit verfasste sie das 1948 veröffentlichte "Biology for Australian Students", ein Schulbuch, das speziell auf die australischen Gegebenheiten zugeschnitten war.
1942 wechselte sie dann vollständig an die Universität, im Folgejahr begann sie die Arbeit an der von 1956 bis 1994 in vier Bänden veröffentlichten "Students' Flora of Tasmania". 1950 promovierte sie mit der Arbeit "Studies in experimental taxonomy and variation in certain Tasmanian plants". 1966 ging Curtis in Pension, blieb jedoch weiterhin aktiv, von 1967 bis 1978 arbeitete sie mit an "The Endemic Flora of Tasmania".
Curtis erhielt zahlreiche Ehrungen und Preise, nach ihr wurden mehrere Pflanzentaxa benannt:
- Viola hederacea subsp. curtisiae
- Epilobium curtisiae
- Epacris curtisiae
- Winifredia sola

## Nachweise
- Winifred Mary Curtis - 100 years of botanical research, teaching and travelling, Online-Ausstellung, 2007, Online